# Чедомир Антић
Чедомир Антић (Београд, 9. октобар 1974) српски је историчар, универзитетски професор, колумниста и публициста. Редовни је професор Филозофског факултета Универзитета у Београду и председник Напредног клуба. Био је портпарол Демократске странке и члан Председништва Г17+. Био је један од вођа студентских демонстрација 1996. и 1997. године.
Његова библиографија обухвата неколико стотина јединица. Објавио је шест научних монографија: „A Country of Holidays and A city of Monuments” 2004; „Велика Британија, Србија и Кримски рат” 2004; „Ralph Paget: A Diplomat in Serbia” 2006, и „Neutrality as Independence: Great Britain, Serbia and the Crimean War” 2007. Коаутор је обимне монографије Историја Републике Српске, објављене у Београду и Бањој Луци 2016. године.

## Биографија
Антић је одрастао на Звездари. Похађао је Шесту београдску гимназију. Дипломирао је на Одељењу за историју Филозофског факултета у Београду, као први у генерацији, 1999. године. Магистрирао је Савремену историју на Универзитету у Бристолу 2002. и Националну историју Новог века на Универзитету у Београду 2003. Антић је докторирао историју на Филозофском факултету у Београду 2008. године. У докторату из 2008. Антић је доказао да су српска врховна команда и влада нешто пре аустро-немачке и бугарске офанзиве из септембра и октобра 1915. намеравале да спроведу повлачење српске војске преко Црне Горе и Албаније.

## Стручни рад
Заједно са др Слободаном Г. Марковићем, Антић је аутор књиге посвећене 170-ој годишњици српско-британских дипломатских односа. Заједно са др Момчилом Павловићем, Антић је написао монографију о историји Војне болнице у Нишу.
Антићева докторска дисертација – „Неизабрана савезница: Србија и Велика Британија у Првом светском рату” – објављена је 2012. године у издању Завода за уџбенике.
Чедомир Антић се бави и популаризацијом историје. Његове књиге „Кратка историја Србије 1804-2004.” (2004, 2005. и 2009) и „Историја и заблуда” (2005. и 2008) имале су по три односно два издања. Књигу у којој је популарисао теме из друштвене историје Србије XIX и XX века Антић је објавио 2009. године под насловом „Четрнаести војвода и девет баба”.
Антићеви текстови посвећени државном питању сабрани су у књизи „Независна Србија” 2006. Поводом петнаестогодишњице Студентског протеста 1996/1997. године објавио је успомене под насловом „Студентска фронта”.
У капиталном делу Историја Републике Српске у коауторству са политикологом Ненадом Кецмановићем Антић је описао Историју Републике Српске структурисану кроз петнаест главних поглавља: „Држава Српска”, „Антика и средњовјековље”, „У Османском царству”, „Устанци и препород”, „Под аустроугарском влашћу”, „Сарајевски атентат”, „Први свјетски рат”, „Врбаска бановина”, „Окупација, отпори, грађански рат”, „Геноцид у НДХ”, „Социјалистичка република”, „Вишестраначка СР БиХ”, „Стварање државе”, „Грађански рат у Босни и Херцеговини”, „Република Српска послије 1995. године”, „Прве године треће декаде”. ИРС је објављена у три издања. Друго издање је, попут првог луксузно, али објављено двојезично (на српском и енглеском језику). Треће, у издању „Недељника“ из Београда и Службеног гласника Републике Српске, штампано је у чак 30.000 примерака. Објављена је 2015. у издању Српске књижевне задруге и преузећа „Интелиџенс” из Београда.  Реч је о првом и до данас једином целовитом прегледу историје Републике Српске (1992-2015), српског народа на простору Босне и Херцегoвине током југословенске, аустроугарске и османске власти, историје средњовековних српских држава на овом просору те познате прошлости ових земаља пре досељавања Срба и Словена на Балкан. Писана je по узору на познате нациоанлне историје европских држава.
Антић је заједно са Предрагом Ј. Марковићем и Иваном Матејићем 2022. објавио први целовити историјски атлас српског народа. Нови српски историјски атлас јесте једини такав атлас у Источној Европи, који обухвата целокупну историју једног региона – од Палеолита до Википедије. Три стотине карата заједно са пропратним текстом објавили су у луксузном издању Институт за савремену историју и Напредни клуб.
На Балканолошком институту САНУ је радио од 2002. За ванредног професора изабран је 2018., а за доцента 2013. године. а редовног новембра 2022.

### Српска историјаиАлтерантивна историја Србије
Након што је 2004. објавио Кратку историју Србије, Антић се овој теми непрекидно враћао. Проширивао ју је, па је раздобље од 1804. до 2004. проширено до 2009. до када су објављена три издања ове књиге. За словеначко издање 2011. написао је опширан преглед раније историје, да би 2013. књигу претворио у целовиту, Српску историју. Српска историја је од 2013. до 2020. изашла у чак пет издања. Године 2018. објављен је и њен енглески превод, који је током наредне три године сваки пут изашло у новом издању. Први је у оквире једне синтезе српске историје унео историју Дубровачке републике, Републике Српске Крајине, Републике Српске, Републике Црне Горе али и АП Косова и Метохије, Косова-УНМИК ("Републике Косово") и националних мањина у Србији.
Алтернативна историја Србије (Београд, 2016) је прва котрафактуална историја написана о Србији или некој јужнословенској земљи. Предраг Ј. Марковић и Антић су је писали мало другачије од страних узора (пре свега књиге Нила Фергусона). Настојећи да у кратким упоредним огледима представе могуће алтернативе постојећем историјском развоју, изазвали су велику пажњу јавности. Иако је наишла на неми презир научне јавности, Алтерантивна историја Србије је превазишла сва очекивања кад је реч о тиражу. Током прва два месеца распродата су два издања, односно чак 11.000 примерака. Био је то велики успех прве књиге коју је издао ИП "Недељник". Треће, четврто и пето  допуњено издање објавила је 2021. године Лагуна - највећи издавач у Србији - уз десетак нових поглавља и историјски атлас.

## Политички ангажман
Чедомир Антић је био председавајући Главног одбора Студентског протеста 1996/1997. године. Портпарол Демократске странке био је током 1998. и 1999. године. Као заговорник успостављања државне независности и историјског споразума Србије и Албанаца са Косова и Метохије, Чедомир Антић је написао предлог програма „Независна Србија у ЕУ”. Програм је маја 2003. прихватила новоформирана странка Г17 Плус. Чедомир Антић је био члан председништва странке Г17 од 2004.. до 2006. године. Странка Г17 напустила је овај државни програм крајем 2006. године.
Писао је програме: Предлог програма „Независна Србија у ЕУ”, 2003. и „Студентска фронда”, књига успомена на Студентске протесте 1996/1997, 2011.
Антић је у опозицији спрам политике Александра Вучића. Оштар је критичар ауторитарности, непотизма, корупције и партизанства.
Током блокада и студентских протеста 2024. након пада надстрешнице у Новом Саду, Антић је за медије саопштио да не подржава студентске блокаде и представио је своје аргументе зашто.

### Напредни клуб
Напредни клуб је 3. јула 2022. обележио петнаесту годишњицу постојања. Клуб је за то време окупљао неколико стотина конзервативаца који су углавном били ангажовани око уредништава годишњих  Извештаја о политичким правима српског народа у региону. Овај извештај је представљан сваке године 4. августа у 11 часова. Од 2009. објављено је четрнаест извештаја и уз њих два енглеска издања. НК је издао двадесетак књига, брошура и програма, међу којима Досије АП Војводина, Извештај о регионализацији, Извештај о стању демократије (за 2018), Извештај о стању медијских слобода у Србији (за 2018), Игор Вуковић - генерални секретар Напредног клуба - објавио је књигу Аутономаши и Београд посвећену утицају престоничке елите на формирање аутономије и државног идентитета Војводине.
Представници НК кључно су утицали на израду „Стратегије Владе Републике Србије према српском народу” у региону. НК је развио сарадњу са Новом српском демократијом из Црне Горе и Демократском партијом Срба у Северној Македонији. На посебном пројекту сарађивао је са Самосталном српском демократском странком из Хрватске. Антић је говорио на трима конференцијама за новинаре заједно са тадашњим председником Републике Српске Милорадом Додиком.
Напредни клуб је удружење грађана које никада није било део пројеката домаће или стране државе и њихових влада. Почетна сарадња са ИРИ-јем завршила је без резултата, зато што су представници НК-а инсистирали на идеолошким и програмским начелима. У то време (2008/9) клуб је одбио улазак у коалицију десних странака око Српског покрета обнове. Када је 2014. угашена странка Г17 плус њено престало вођство понудило је Антићу да поведе странку, али је он одбио захтевајући да странка усвоји начела и демократску праксу клуба. Када је ову странку преузео Вук Јеремић, стварајући Народну странку, постојала је замисао о политичком савезу, али је после две године сарадње ова активност из сличних разлога замрла. Напредни клуб залагао се за посебан национални и државни програм, делимично заснован на Антићевом деловању и искуствима из деведесетих и двехиљадитих година. Ова политика оставила је снажан утисак у Црној Гори, где је Нова српска демократија направила отклон у односу на ранију политку. Препознавши то, режим Мила Ђукановића је Чедомира Антића, у време прогона српских вођа у Црној Гори, ставио на листу четворице интелетуалаца којима је забрањен улазак у у ту земљу. Антић је политички искористио ову грешку режима, што је недуго потом јавно признао и сâм Ђукановић. По Ђукановићевом поразу Антић се једини од “забрањених” јавно и сâм појавио у Црној Гори.

## Колумне
Антић је објавио око 3.500 новинских текстова. Неко време био је редовни колумниста Политике, Вечерњих новости, подгоричког Дана, Франкфуртских вести, а редовно је писао за Политикин Забавник.
Данас је седмични колумниста Недељника и портала Борба.ме, а месечни Политике.

## Награде и признања
- Награда „Војислав К. Стојановић“, награда Удружења универзитетских професора и научника који се годишње додељује најбољем студенту у Србији, 2001.[3]
- Награда северноамеричког удружења за српске студије за најбољу монографију на енглеском језику, 2006.[3]
- Командир Ордена Карађорђеве звезде, доделио престолонаследник Александар Карађорђевић, 2017.[4]

## Одабрана дела

### Научне монографије
- „A Country of Holidays and A city of Monuments”, 2004.
- „Велика Британија, Србија и Кримски рат”, 2004.
- „Ralph Paget: A Diplomat in Serbia”, 2006.
- „Neutrality as Independence: Great Britain, Serbia and the Crimean War”, 2007
- „170-ој годишњица српско-британских дипломатских односа”, у коауторству са др Слободаном Г. Марковићем
- „Војна болница у Нишу”, 2010.[5]
- Антић, Чедомир; Кецмановић, Ненад (2015). Историја Републике Српске (1 изд.). Београд: SAS Intelligence, Српска књижевна задруга.
- Републиканизам у Србији од 1804. до 1914, 2022.[6]

### Популарна историја
- „Кратка историја Србије 1804-2004.”, (2004, 2005. и 2009)[7]
- „Историја и заблуда”, (2005. и 2008)[8]
- „Четрнаести војвода и девет баба”, књига о темама из друштвене историје Србије XIX и XX века, 2009.[9]
- „О револуционарима, криминалцима и другим намерним пролазницима”, 2021.[10]
- „Двадесет минута Луја 19”, Лагуна, 2024.[11][12]

### Политички и други текстови
- „Независна Србија”, текстови посвећени државном питању, 2006.[13]